# TNA Knockout Tag Team Championship
El TNA Knockout Tag Team Championship és un campionat que pertany a la Total Nonstop Action Wrestling. Va ser creat el 20 d'agost de 2009. És un campionat exclusiu per la divisió femenina i és defensat en parelles. La coronació de les primeres campiones es va decidir mitjançant un torneig que va durar quatre setmanes. Taylor Wilde & Sarita van ser les campiones inaugurals.

## Història
El 20 d'agost de 2009 en el programa de TNA Impact es va anunciar la creació d'un campionat femení en parelles, el primer cinturó en parelles femenines en 20 anys. Les primeres campiones es van determinar mitjançant un torneig de vuit equips.
Les primeres campiones d'aquest campionat van ser Taylor Wilde & Sarita, les quals es van coronar al derrotar a The Beautiful People (Velvet Sky & Madison Rayne) el 20 de setembre de 2009 en el ppv No surrender.

## Torneig
La primera ronda i les semifinals es va emetre a TNA Impact! i la final en el PPV No Surrender. El torneig es va desenvolupar d'aquesta manera:
|  | Quarts de final (TV - TNA Impact!) | Quarts de final (TV - TNA Impact!)                | Quarts de final (TV - TNA Impact!) |                             |     | Semifinals (TV - TNA Impact!) | Semifinals (TV - TNA Impact!) | Semifinals (TV - TNA Impact!) |  |  | Final (No Surrender) | Final (No Surrender)  | Final (No Surrender) |
|  |                                    |                                                   |                                    |                             |     |                               |                               |                               |  |  |                      |                       |                      |
|  |                                    | The Main Event Mafia (Traci Brooks & Sharmell)    |                                    |                             |     |                               |                               |                               |  |  |                      |                       |                      |
|  |                                    | Awesome Kong & Raisha Saeed                       | Pin                                |                             |     |                               |                               |                               |  |  |                      |                       |                      |
|  |                                    | Awesome Kong & Raisha Saeed                       | Pin                                | Awesome Kong & Raisha Saeed |     |                               |                               |                               |  |  |                      |                       |                      |
|  |                                    |                                                   |                                    |                             |     |                               |                               |                               |  |  |                      |                       |                      |
|  |                                    |                                                   | Taylor Wilde & Sarita              | Pin                         |     |                               |                               |                               |  |  |                      |                       |                      |
|  |                                    | Taylor Wilde & Sarita                             | Taylor Wilde & Sarita              | Pin                         | Pin |                               |                               |                               |  |  |                      |                       |                      |
|  |                                    | Taylor Wilde & Sarita                             |                                    |                             | Pin |                               |                               |                               |  |  |                      |                       |                      |
|  |                                    | Daffney & Alissa Flash                            |                                    |                             |     |                               |                               |                               |  |  |                      |                       |                      |
|  |                                    |                                                   |                                    |                             |     |                               |                               |                               |  |  |                      | Taylor Wilde & Sarita | Pin                  |
|  |                                    |                                                   |                                    | Velvet Sky & Madison Rayne* |     |                               |                               |                               |  |  |                      |                       |                      |
|  |                                    | The Beautiful People (Angelina Love & Velvet Sky) | Pin                                |                             |     |                               |                               |                               |  |  |                      |                       |                      |
|  |                                    | Madison Rayne & Roxxi                             |                                    |                             |     |                               |                               |                               |  |  |                      |                       |                      |
|  |                                    |                                                   | Angelina Love & Velvet Sky         | Pin                         |     |                               |                               |                               |  |  |                      |                       |                      |
|  |                                    |                                                   |                                    | Pin                         |     |                               |                               |                               |  |  |                      |                       |                      |
|  |                                    |                                                   | Tara & Christy Hemme               |                             |     |                               |                               |                               |  |  |                      |                       |                      |
|  |                                    | Hamada & Sojournor Bolt                           |                                    |                             |     |                               |                               |                               |  |  |                      |                       |                      |
|  |                                    |                                                   |                                    |                             |     |                               |                               |                               |  |  |                      |                       |                      |
|  |                                    | Tara & Christy Hemme                              | Pin                                |                             |     |                               |                               |                               |  |  |                      |                       |                      |

*En la final, Angelina Love va ser reemplaçada por Madison Rayne ja que va ser despedida de l'empresa per problemes amb el seu visat.

## Campiones actuals
Les campiones actuals són Gail Kim i Madison Rayne, les quals es troben en el seu primer regnat en conjunt. Es van coronar al derrotar a les ex campiones Tara i Ms. Tessmacher el 26 d'octubre de 2011 a Impact.

## Llista de campiones
|   | Equip                                                                            | Regnats juntes | Data                   | Duració           | Show                | Notes |
| - | -------------------------------------------------------------------------------- | -------------- | ---------------------- | ----------------- | ------------------- | --- |
| 1 | Taylor Wilde (1) & Sarita (1)                                                    | 1              | 20 de setembre de 2009 | 106               | No Surrender        | Campiones inaugurals. Taylor es convertí en la primera dona en haver guanyat els dos campionats femenins                                  |
| 2 | Awesome Kong (1) & Hamanda (1)                                                   | 1              | 4 de gener de 2010     | 63                | TNA Impact          | Regnat més curt de la història |
|   | Vacant                                                                           | N/A            | 8 de març de 2010      | N/A               | TNA Impact          | Degut a l'acomiadamente d'Awesome Kong |
| 3 | The Beautiful People ((Velvet Sky (1), Lacey Von Erich (1) & Madison Rayne (1))) | 1              | 8 de març de 2010      | 141               | TNA Impact          | Van invocar la Freebird rule per afegir a Von Erich com a campiona                                                                        |
| 4 | Hamanda (2) & Taylor Wilde (2)                                                   | 1              | 27 de juliol de 2010   | 132               | TNA Impact          | Deixaren els campionats vacants després de ser acomiadades ambdues. Madison Rayne no va participar en el combat on va perdre el campionat |
|   | Vacant                                                                           | N/A            | 6 de desembre de 2010  | N/A               | TNA Impact          | Degut a l'acomiadament d'ambdues campiones                                                                                                |
| 5 | Angelina Love (1) & Winter (1)                                                   | 1              | 9 desembre de 2010     | 94                | TNA Impact          | Inicialment Velvet Sky era la companya d'Angelina Love, però fou reemplaçada degut a una lesió                                            |
| 6 | Rosita (1) & Sarita (2)                                                          | 1              | 13 de març de 2011     | 121               | Victory Road (2011) | |
| 7 | Tara (1) & Ms. Tessmacher (1)                                                    | 1              | 12 de juliol de 2011   | 106               | TNA Impact          | |
| 8 | Gail Kim (1) & Madison Rayne (2)                                                 | 1              | 26 d'octubre de 2011   | Campiones actuals | Impact Wrestling    | |

## Major quantitat de regnats
- Individualment

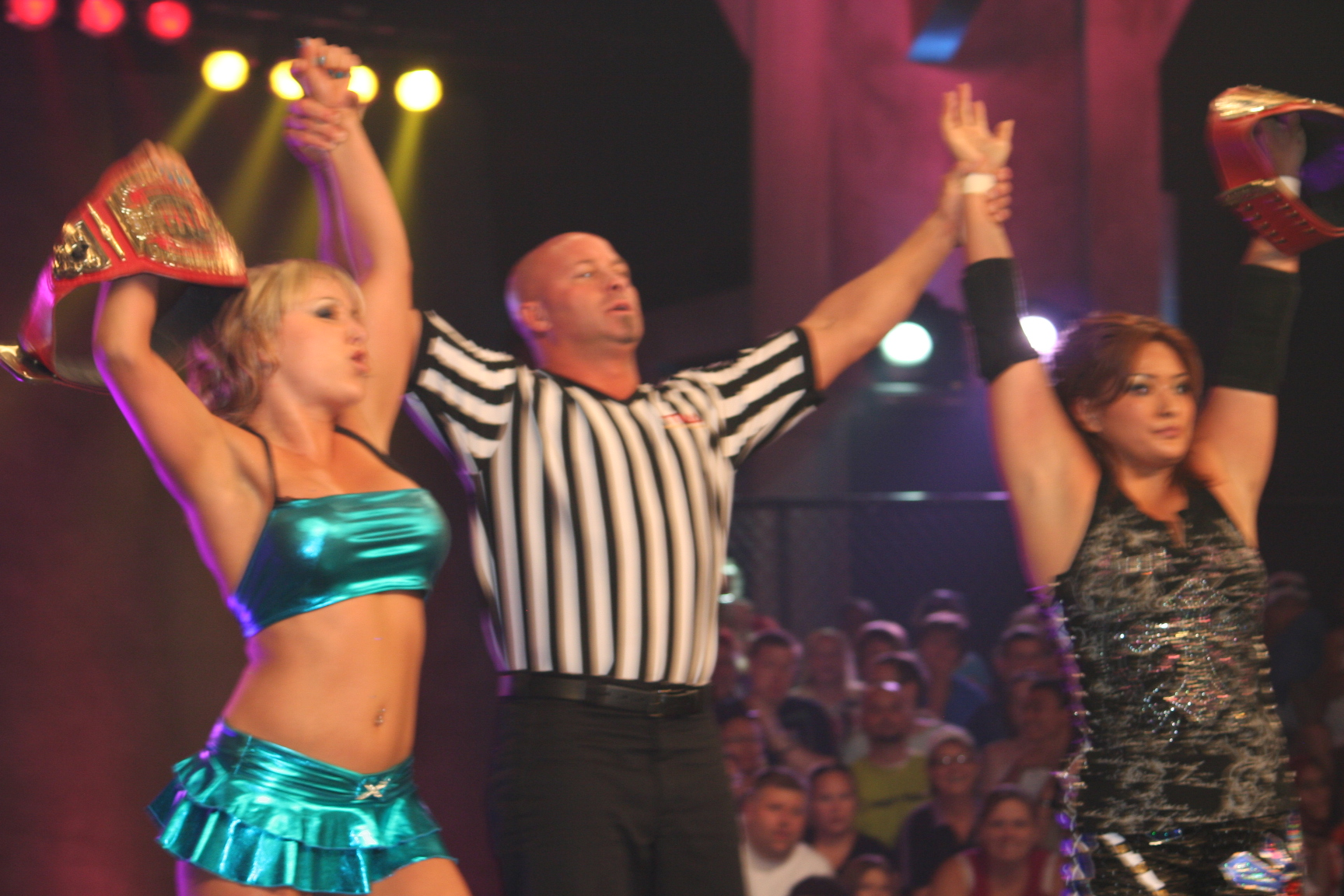
Taylor Wilde i Hamanda com a campiones

  - Dues vegades: Taylor Wilde, Hamanda, Sarita i Madison Rayne